# SOS Météores
Ne doit pas être confondu avec SOS Météo.
SOS Météores est la cinquième aventure et le huitième album de la série de bande dessinée Blake et Mortimer, scénarisée et dessinée par Edgar P. Jacobs.
Elle est publiée en planches hebdomadaires dans Le Journal de Tintin du 8 janvier 1958 au 22 avril 1959. Elle est ensuite éditée en album en septembre 1959 aux Éditions du Lombard avec le sous-titre Mortimer à Paris, puis rééditée en septembre 1989 aux Éditions Blake et Mortimer. L'histoire a été traduite dans près d'une dizaine de langues, et a été adaptée en feuilleton radiophonique et en dessin animé.
C'est la première fois qu'Edgar P. Jacobs situe une aventure de Blake et Mortimer en France. Son intrigue relève de la science-fiction sur fond de guerre froide avec le thème de la manipulation du climat par un savant aux ordres d'une puissance étrangère.
La bande dessinée raconte l'aventure du professeur Philip Mortimer qui se rend en France à l'invitation de son ami le professeur Labrousse pour discuter des cataclysmes météorologiques qui touchent l'Europe de l'Ouest depuis plusieurs mois. Il se retrouve alors à enquêter sur la disparition de son chauffeur de taxi. Pendant ce temps, le capitaine Francis Blake du MI5 est lui-aussi en France pour aider le commissaire divisionnaire Pradier de la DST à démanteler un réseau d'espions implanté dans le pays.

## Résumé

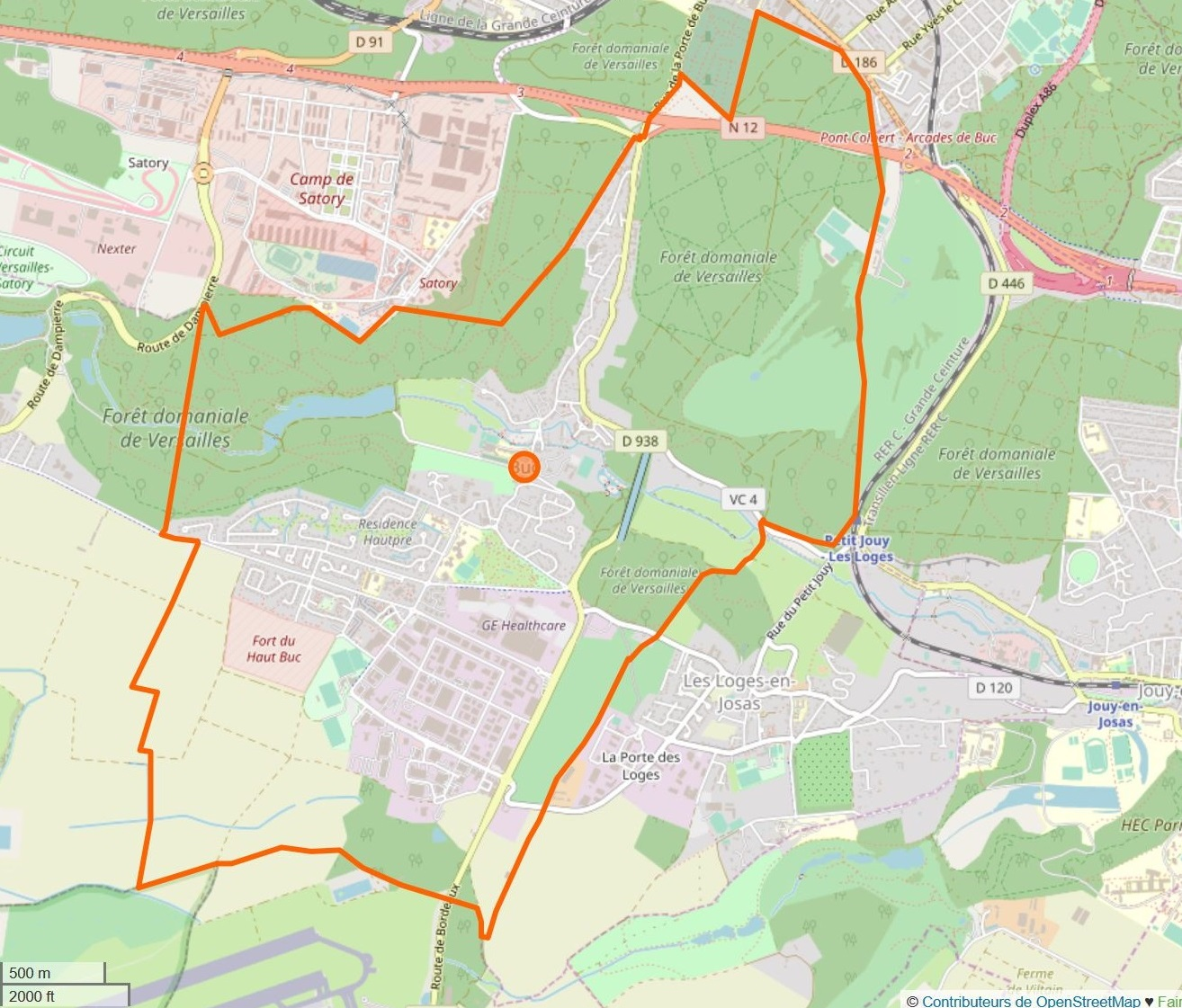
Carte de Buc : l'étang de la Geneste se situe au sud du camp de Satory, le Château du Haut-Buc inspirant Troussalet est au centre de la commune, l'aqueduc au niveau de la D938 (N838 au moment de l'action).

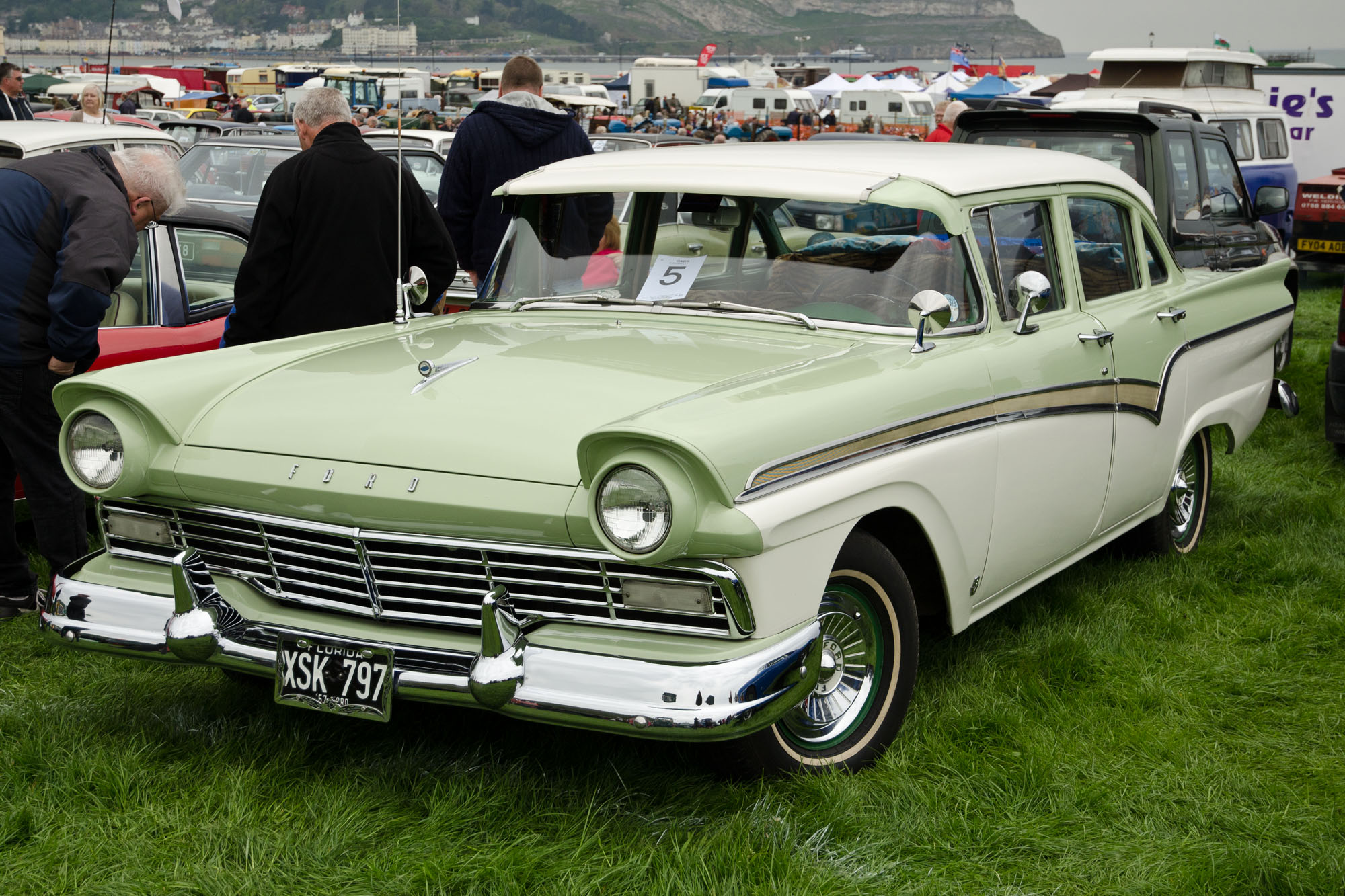
Un Ford Custom, modèle 1957

Alors que l'Europe de l'Ouest est victime depuis plusieurs mois de cataclysmes météorologiques, le professeur Philip Mortimer arrive à Paris pour rencontrer son ami météorologiste français le professeur Labrousse. Dans un taxi qui l'emmène gare des Invalides, Mortimer et le chauffeur sont témoins d'un grave accident de rue provoqué par une Ford Custom bleue (un modèle 1957). À la gare de Versailles - Rive Gauche, un taxi envoyé par Labrousse et conduit par un certain Ernest attend Mortimer pour l'emmener à la maison du professeur à Jouy-en-Josas. Mais en chemin les essuie-glaces puis les phares du taxi flanchent, alors qu'il fait nuit noire sous une pluie battante, à la suite d'une panne de génératrice. Un postier nommé Louis propose à Ernest de le suivre, mais ce dernier finit par confondre les feux arrière du fourgon postal avec ceux de la Custom bleue qui se trouve inopinément sur la même route. Tentant de suivre la Custom qui accélère, le taxi finit sa course dans un étang. Alors qu'Ernest essaie de trouver du secours, Mortimer glisse dans l'eau et échappe de peu à la noyade. Ayant atteint la terre ferme, il fait de l'auto-stop et arrive enfin à destination. Après qu'il a raconté ses mésaventures à Labrousse, les deux scientifiques discutent des derniers événements météorologiques. Mortimer explique à Labrousse que seule l'Europe occidentale étant touchée par ces catastrophes il se demande si elles ne seraient pas l'œuvre de l'Homme et non de la Nature.
Le lendemain les deux hommes apprennent par la police que le taxi a été retrouvé aux étangs de la Geneste et qu'Ernest est introuvable. Mortimer et Labrousse se rendent alors sur les lieux, où Mortimer reconnaît la Custom bleue de Paris semblant appartenir à de mystérieux individus. Une brève enquête convainc Mortimer que l'accident n'a pas eu lieu aux étangs de la Geneste : on a donc cherché à déplacer le lieu de l'accident. Il découvre finalement que le taxi est entré dans le parc du château de Troussalet. Le soir venu, il s'introduit dans le parc et reconnaît l'étang de l'accident, avant d'être gazé par des hommes masqués.
Le lendemain à Paris, au siège de la DST, le capitaine Francis Blake, chef du MI5, aide le commissaire divisionnaire Pradier à lutter contre un réseau d'espions étrangers implanté en France. Alors qu'il examine le courrier de la firme suédoise Scandinavia dont le siège parisien est dirigé par un certain Per Enrik Quarnström, il découvre une impression micropoint cachée dans l'en-tête. Le professeur Labrousse, qui vient de les rejoindre, en traduit le code : le message n'est autre qu'un bulletin météorologique qui prévoit d'importantes perturbations pour les prochaines heures. Tout cela conforte la théorie de Mortimer. Mais si Labrousse est venu, c'est pour parler à Blake de la mystérieuse disparition de Mortimer.
Blake et Labrousse partent pour Jouy-en-Josas en passant d'abord par l'appartement du professeur situé rue de Vaugirard. Ils rencontrent alors le voisin suédois de Labrousse, monsieur Henri, très gêné quand il apprend que Labrousse a cru voir sa Custom près des étangs de la Geneste. Arrivé à Jouy, Blake découvre que le téléphone et leur voiture ont été sabotés, qu'une Custom bleue est garée dans la rue, et que monsieur Henri s'appelle Per Henrik Quarnström. Il comprend alors que monsieur Henri est le chef du réseau d'espions et que les occupants de la Custom vont tout faire pour les empêcher de rejoindre Paris. Il tente de rejoindre la gare de Jouy mais se fait repérer par les deux malfrats, Sharkey et Freddy. Il vole le fourgon postal de Louis, et une formidable course poursuite s'engage entre la Ford et le Peugeot D4, à laquelle participe la gendarmerie. Finalement, Blake prend au vol un train à Igny pour Massy-Palaiseau, où il emprunte la "ligne de Sceaux" pour Paris, et parvient à semer ses poursuivants. Se faufilant dans l'appartement de monsieur Henri, il découvre que ce dernier n'est autre que le colonel Olrik. Pris au piège par Sharkey et Freddy, Blake doit son salut à l'arrivée de Pradier et ses hommes. Les trois brigands parviennent à s'échapper par les toits grâce aux importantes perturbations météorologiques prédites par le code. De retour à la DST, Blake, Pradier et Labrousse analysent un nouveau message codé : un important brouillard s'étendra sur toute l'Europe de l'Ouest dans deux jours, le 13 ; c'est un temps idéal pour une invasion militaire.
Pendant ce temps, au château de Troussalet, Mortimer est présenté au professeur Miloch Georgevitch qui lui montre le centre de commande d'une station météorologique du réseau Cirrus. Miloch lui révèle alors que cette station et toutes celles du réseau Cirrus décident de la pluie et du beau temps sur l'Europe de l'Ouest depuis des mois et lui en explique le procédé. Puis Mortimer est ramené à sa cellule où il doit attendre son transfert vers la puissance étrangère qui se cache derrière tout ce plan.
Deux jours plus tard, le 13, Blake trouve finalement que le centre du réseau est le château de Troussalet, un lieu stratégique situé à quelques encablures de plusieurs centres militaires et scientifiques. En chemin Blake, Pradier et ses hommes découvrent qu'un épais brouillard toxique recouvre le pays, rendant hilares tous ceux qui le respirent. Équipés de masques à gaz, ils se dirigent vers le château et atteignent le camp de Satory, où ils sont rejoints par des soldats, protégés eux aussi. Pendant ce temps, Mortimer retrouve Ernest qui a également été capturé. Ensemble, ils s'évadent et enclenchent par accident l'auto-destruction de la base. Ils parviennent à quitter le château à temps et retrouvent Blake et Pradier. La station du château de Troussalet étant le centre névralgique du réseau Cirrus, le brouillard disparaît et l'Europe occidentale est sauvée. Olrik et ses sbires sont capturés mais le professeur Miloch manque à l'appel.

## Lieux et personnages

### Personnages
SOS Météores met en scène les trois personnages principaux de la série : les deux héros, le capitaine Francis Blake et le professeur Philip Mortimer, et le principal antagoniste, le colonel Olrik. D'autres personnages récurrents de la série font partie de l'histoire : Sharkey — qui fait sa deuxième apparition —et le professeur Labrousse, le commissaire divisionnaire Pradier et le professeur Miloch Georgevitch — qui font tous les trois leur première apparition.
- Professeur Philip Mortimer : physicien britannique
- Capitaine Francis Blake : chef du MI5
- Colonel Olrik : chef d'un réseau d'espionnage étranger
- Ernest : chauffeur de taxi
- Louis : postier
- Sharkey dit « le gorille » : malfrat. Dans cet épisode, il fait preuve de sens de l'initiative et de logique lors de la longue course-poursuite avec Blake. En effet, il devine l'itinéraire qu'aurait à emprunter le capitaine pour rejoindre la DST et organise ainsi les différentes tentatives (infructueuses) pour l'attraper avant qu'il n'atteigne son but.
- Professeur Labrousse : directeur de la Météorologie Nationale Française
- Catherine : employée de maison de Labrousse
- Sadi : malfrat
- Commissaire divisionnaire Pradier : haut responsable à la DST. Il apparaîtra dans tous les albums de la série se déroulant en France.
- Durand : chef du laboratoire de la DST
- Monsieur Henri alias Pier Henry Quarnström : voisin suédois du professeur Labrousse à Paris, en réalité Olrik
- Freddy : malfrat
- Professeur Miloch Georgevitch dit Miloch : scientifique à la solde d'une puissance étrangère. Il réapparaîtra dans l'album suivant (Le Piège diabolique) en tant qu'antagoniste principal.
- Général : supérieur d'Olrik et de Miloch

### Lieux

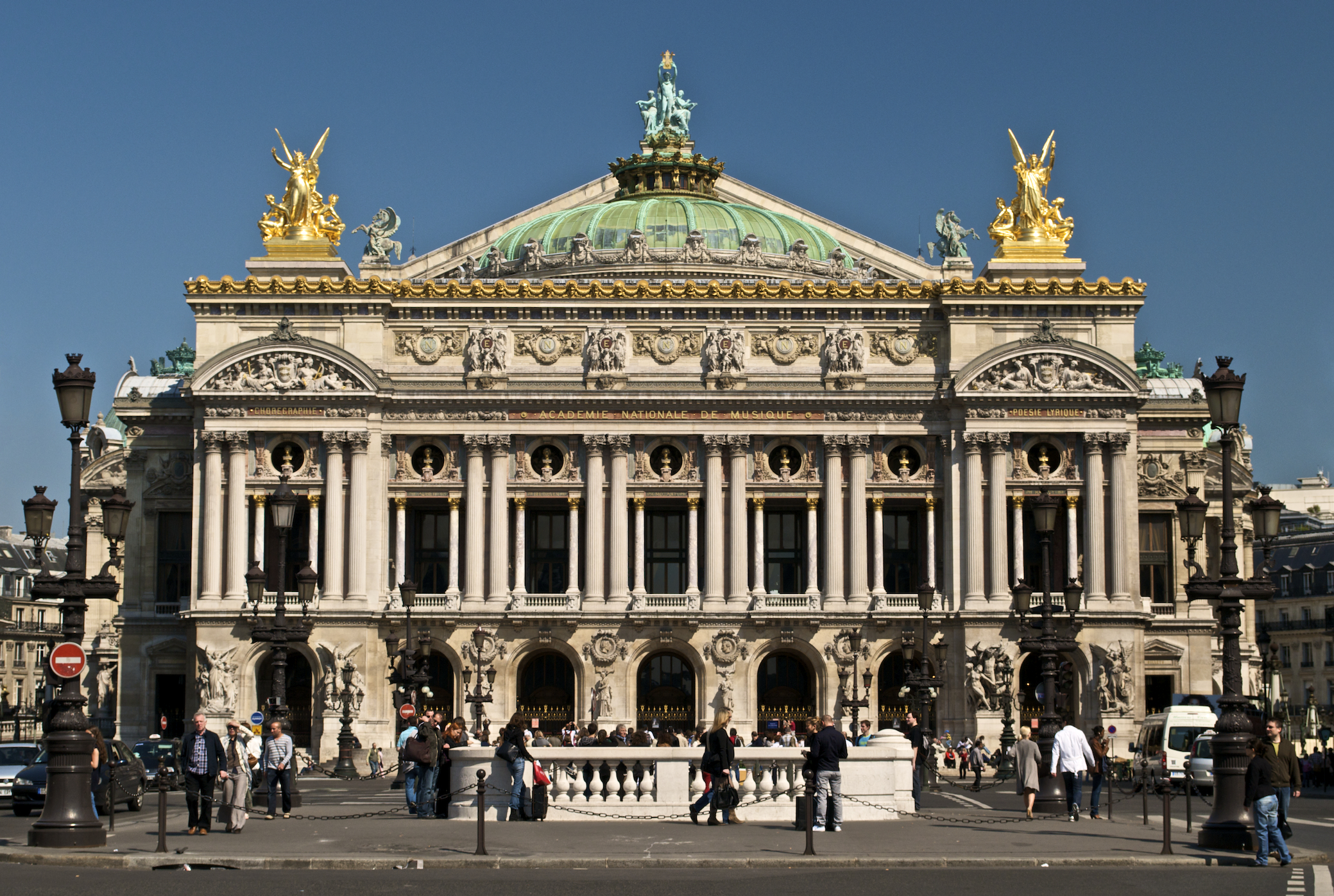
Opéra Garnier à Paris, qui apparait dans la seconde case de l'album.

L'aventure se déroule pour la première fois en France, à l'ouest de Paris, dans les anciens départements de Seine et de Seine-et-Oise. Les lieux de l'action font aujourd'hui partie des départements de l'Essonne, de Paris et des Yvelines. L'album comporte quelques scènes faisant intervenir des rames de la Ligne de Sceaux, qui partait du Luxembourg et fut remplacée dans les années 1970 par le RER B. Comme d'habitude dans la série, l'album brille par le réalisme de ses décors. L'auteur a même effectué plusieurs trajets sur place, comme il le raconte dans son autobiographie. Après avoir repéré le lieu où pourrait se situer sa base secrète météorologique (qui devait se situer à proximité de sites stratégiques tels que le SHAPE, le Centre atomique de Saclay, l'aérodrome de Toussus-le-Noble, qui devaient subir une attaque surprise par parachute de la part de la mystérieuse puissance ennemie), il l'étudie avec sa femme, cartes précises à la main. Découvrant une vaste propriété pouvant donner ses traits au Château de Troussalet, il constate que la disposition de la rue où se tient l'entrée se prête exactement à la poursuite qu'il imaginait entre le taxi et la Ford Custom. Il repère aussi d'autres lieux tels que la maison du professeur Labrousse à Jouy-en-Josas.
- Paris : Opéra Garnier ; Église de la Madeleine ; Rue Royale ; Rue du Faubourg-Saint-Honoré ; Place de la Concorde ; Gare des Invalides ; Rue des Saussaies ; Rue de Vaugirard ; Gare de Cité universitaire ; Gare de Denfert-Rochereau ; Gare de Port-Royal ; Gare du Luxembourg (Ligne de Sceaux)

| Opéra Garnier Gare des Invalides 69bis rue de Vaugirard Rue des Saussaies · (siège de la DST) Gare de Port-Royal Gare de Denfert-Rochereau Gare de Cité universitaire |

- Versailles : Gare de Versailles-Rive-Gauche ; Camp de Satory
- Jouy-en-Josas : Gare de Jouy-en-Josas ; Institut zoologique
- Buc : Étang de la Geneste ; Aqueduc de Buc ; Château du Haut-Buc ; Aérodrome
- Les Loges-en-Josas : Église Saint-Eustache ; Viaduc de la gare de Petit Jouy - Les Loges
- Igny : Gare d'Igny
- Massy et Palaiseau : Gare de Massy - Palaiseau
- Rocquencourt : Grand Quartier général des puissances alliées en Europe (SHAPE)
- Saclay : Centre atomique de Saclay
- Toussus-le-Noble : Aérodrome

Sélection de lieux vus dans l'album
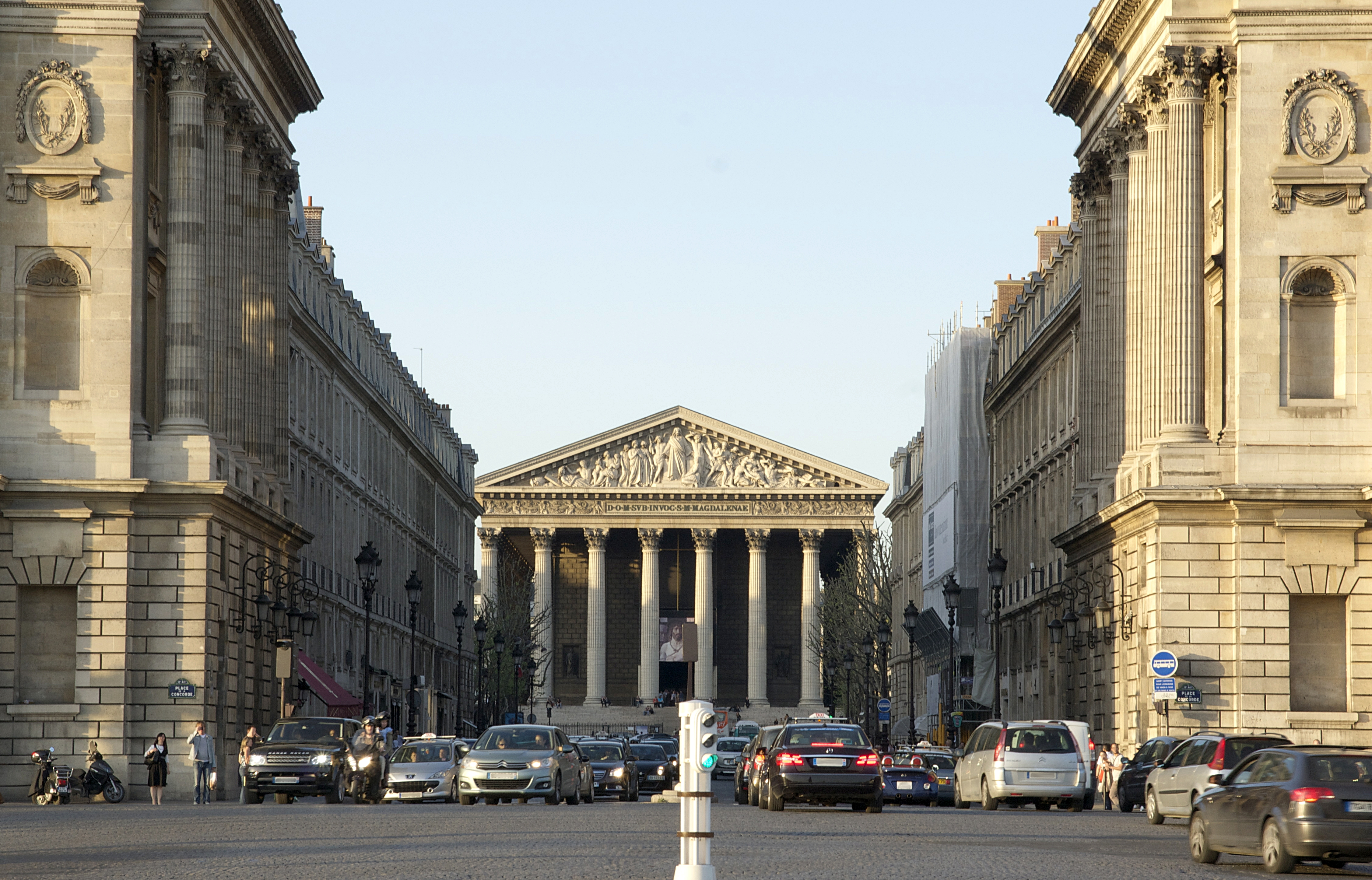
La rue Royale devant l'Église de la Madeleine à Paris
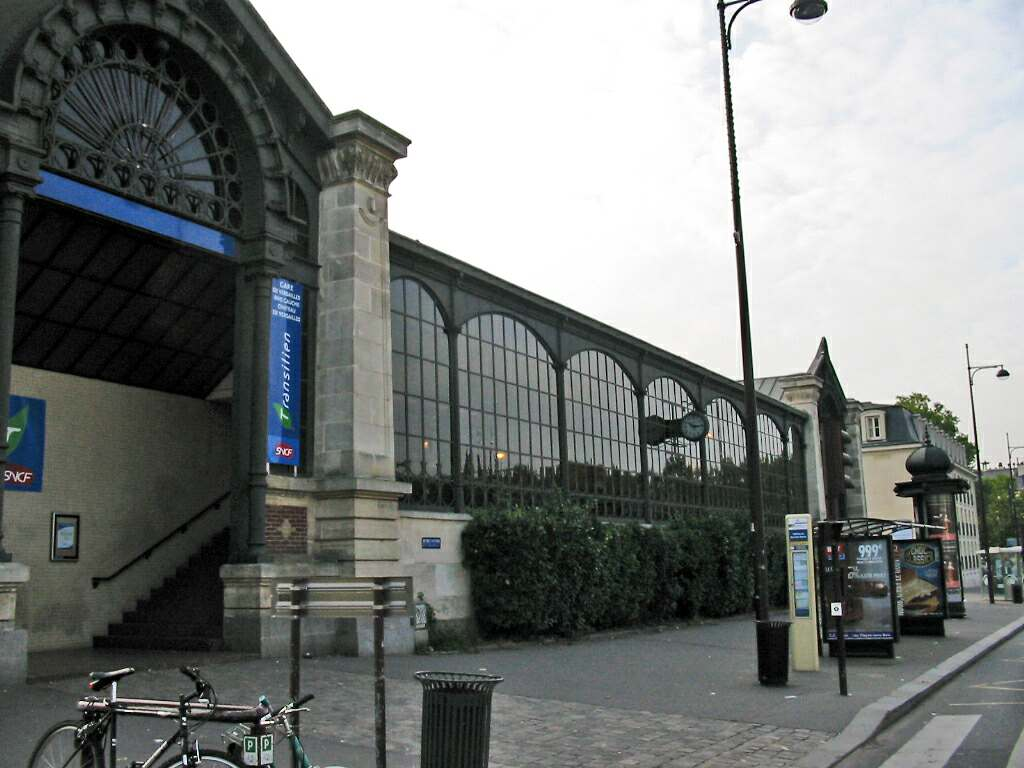
Gare de Versailles-Château-Rive-Gauche
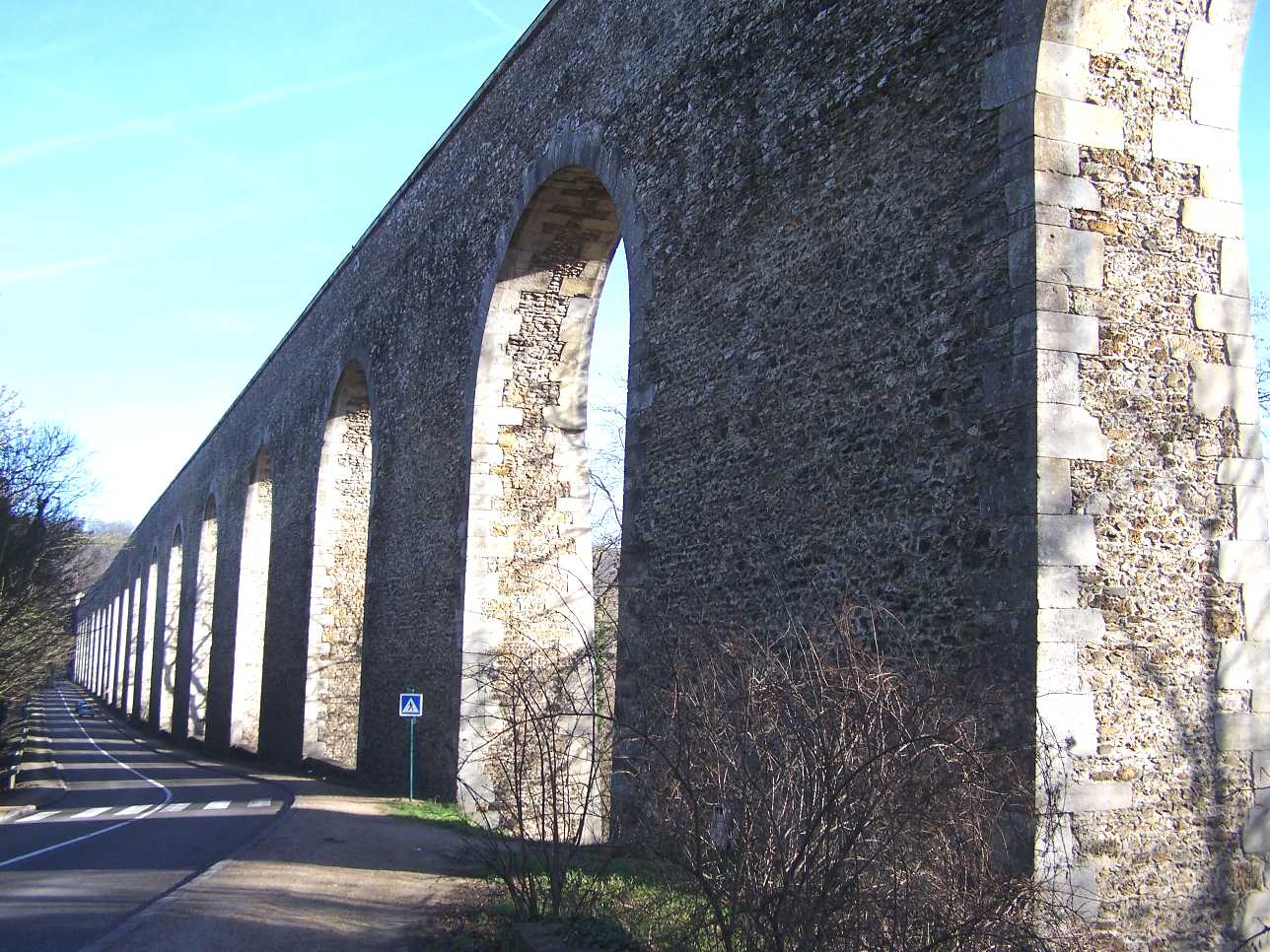
Aqueduc de Buc
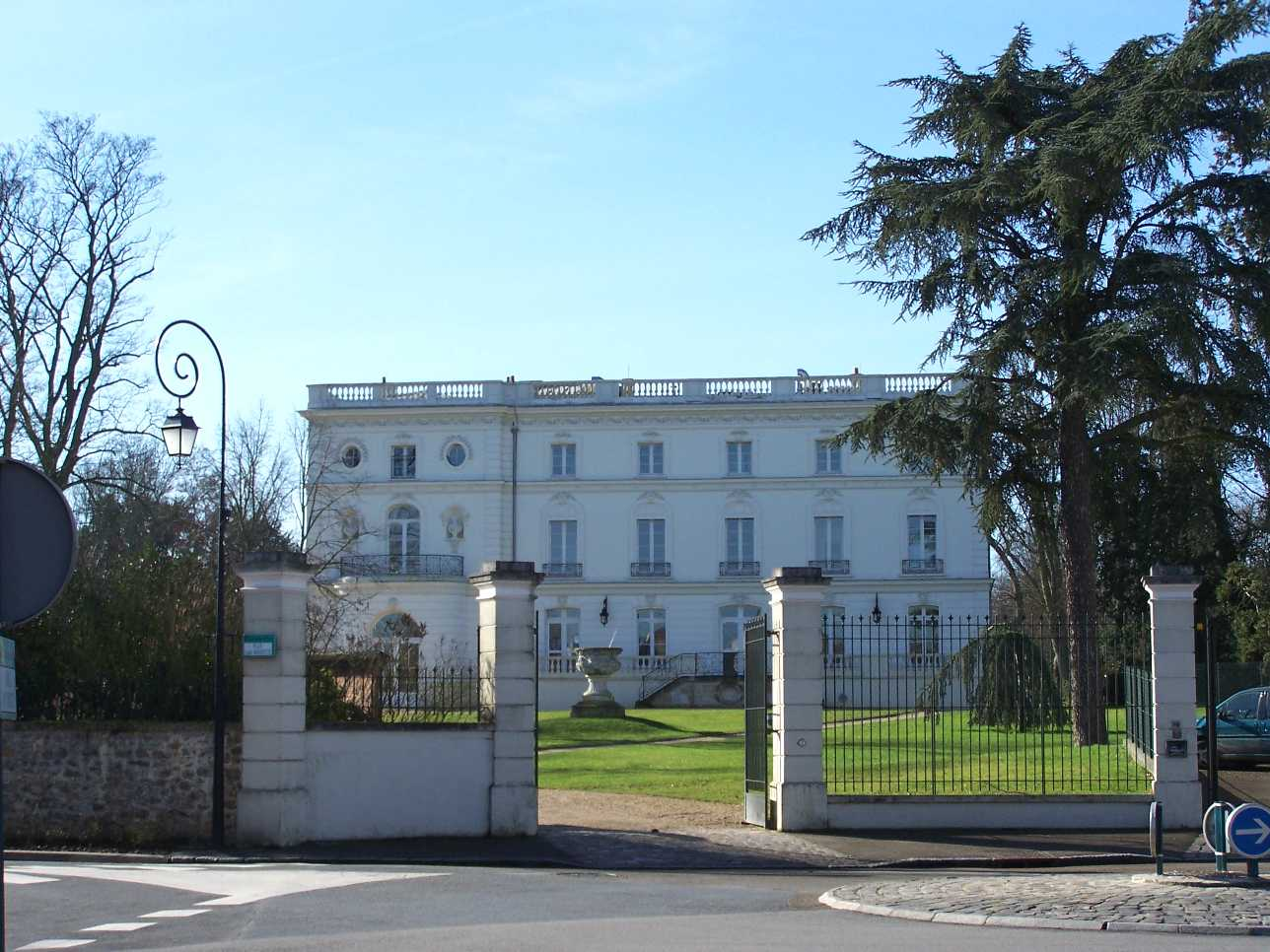
Château du Haut-Buc appelé dans l'album « château de Troussalet »
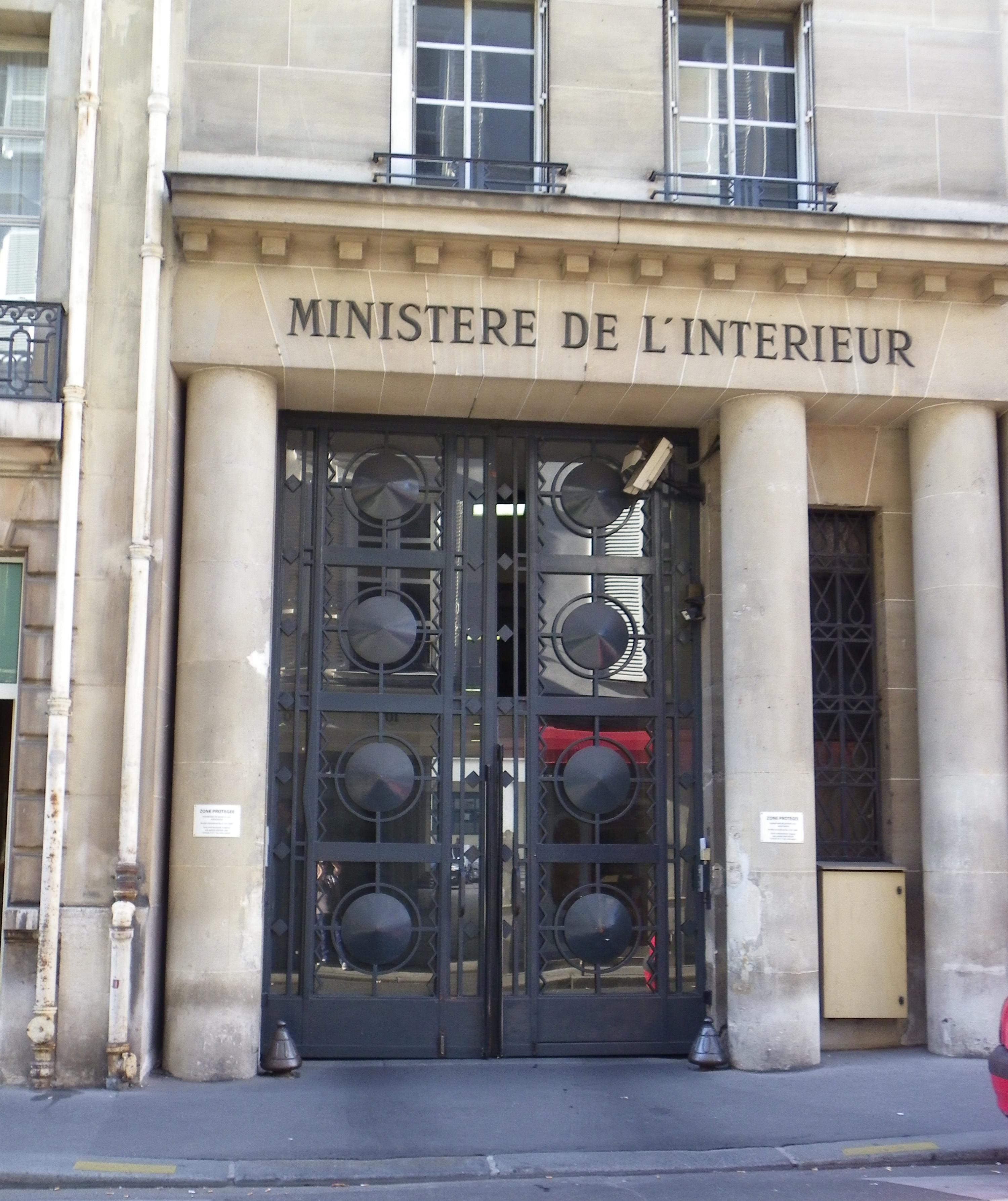
Entrée annexe du ministère de l'Intérieur, rue des Saussaies à Paris
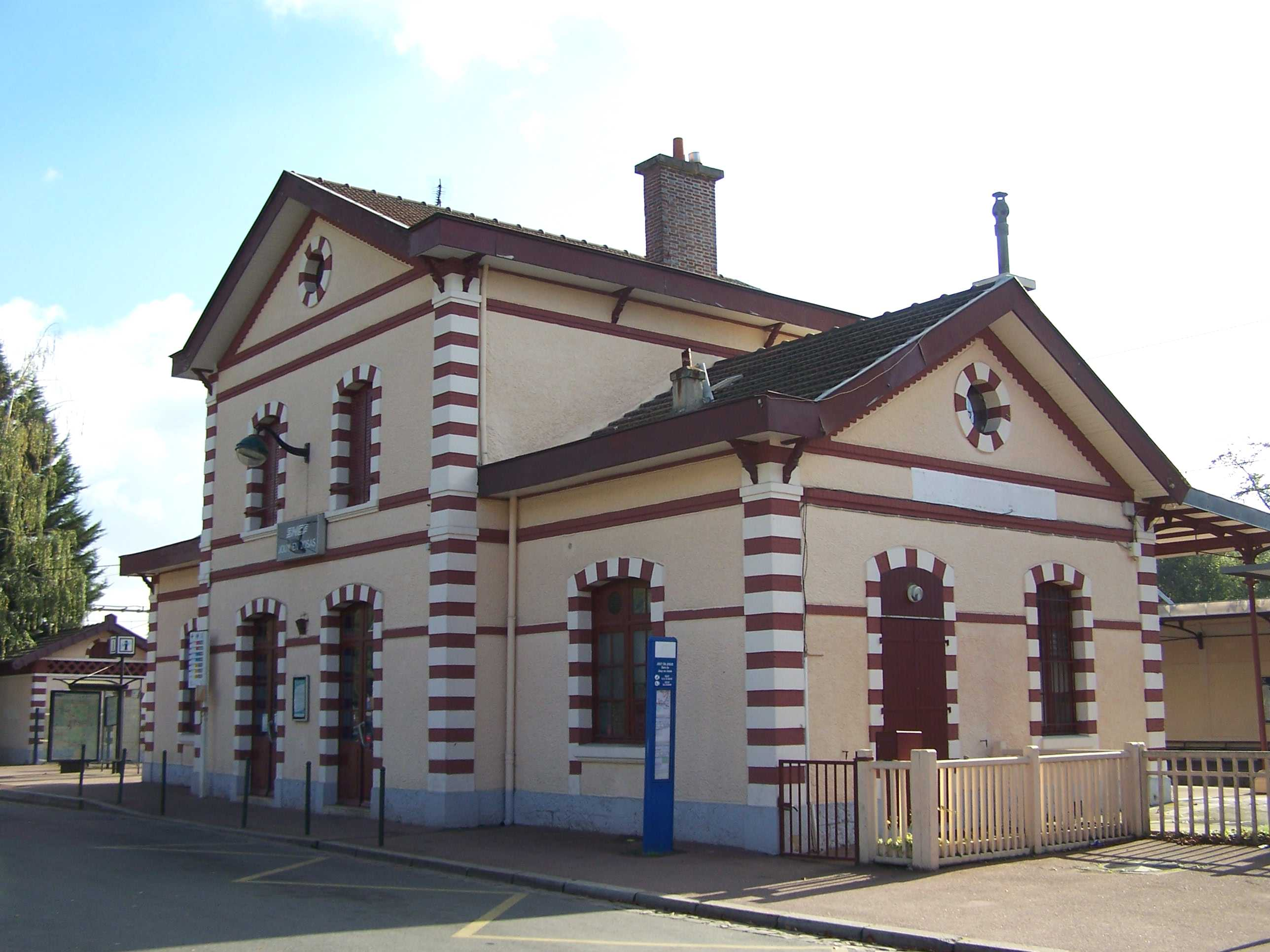
Gare de Jouy-en-Josas
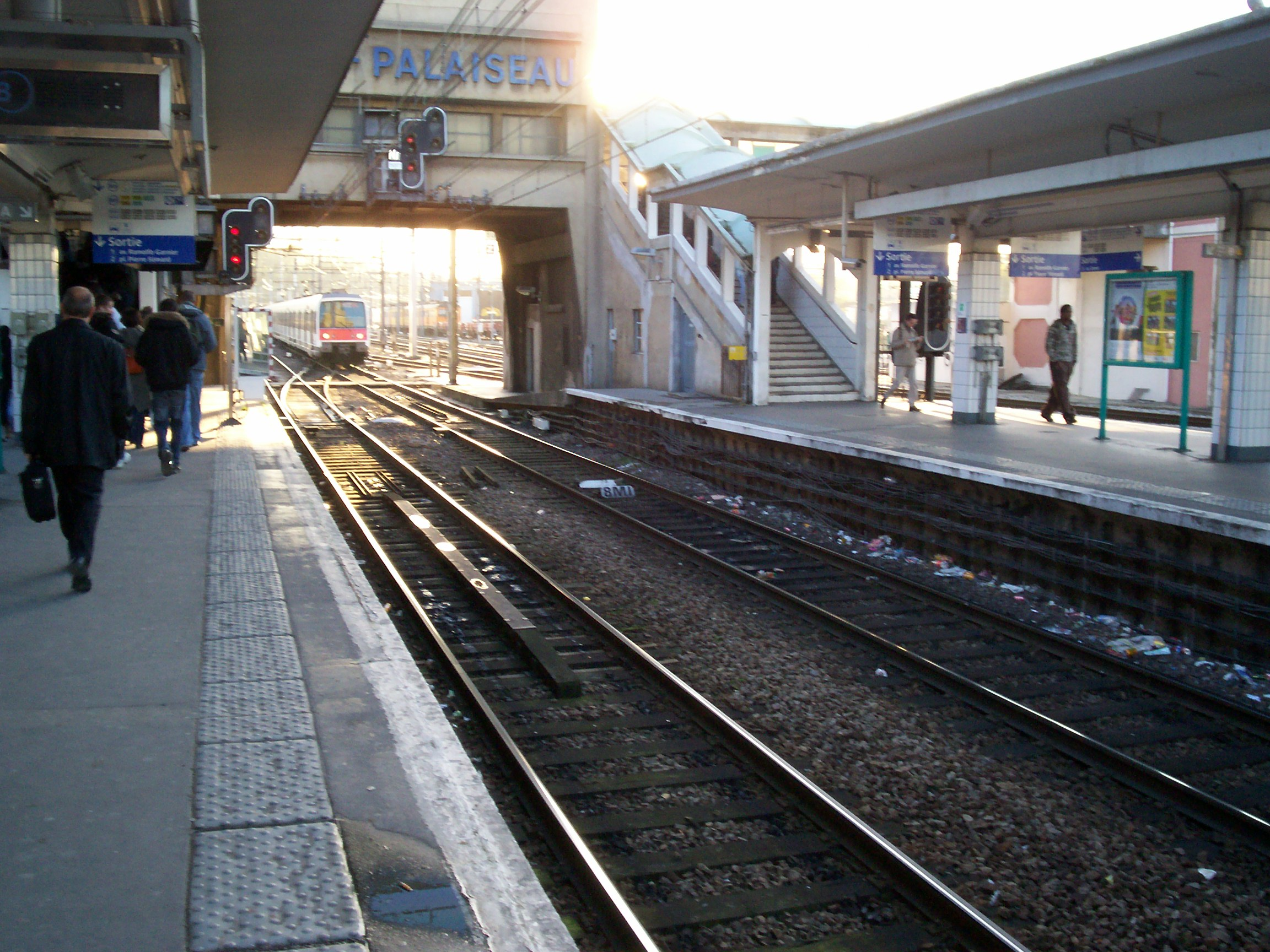
Gare de Massy - Palaiseau
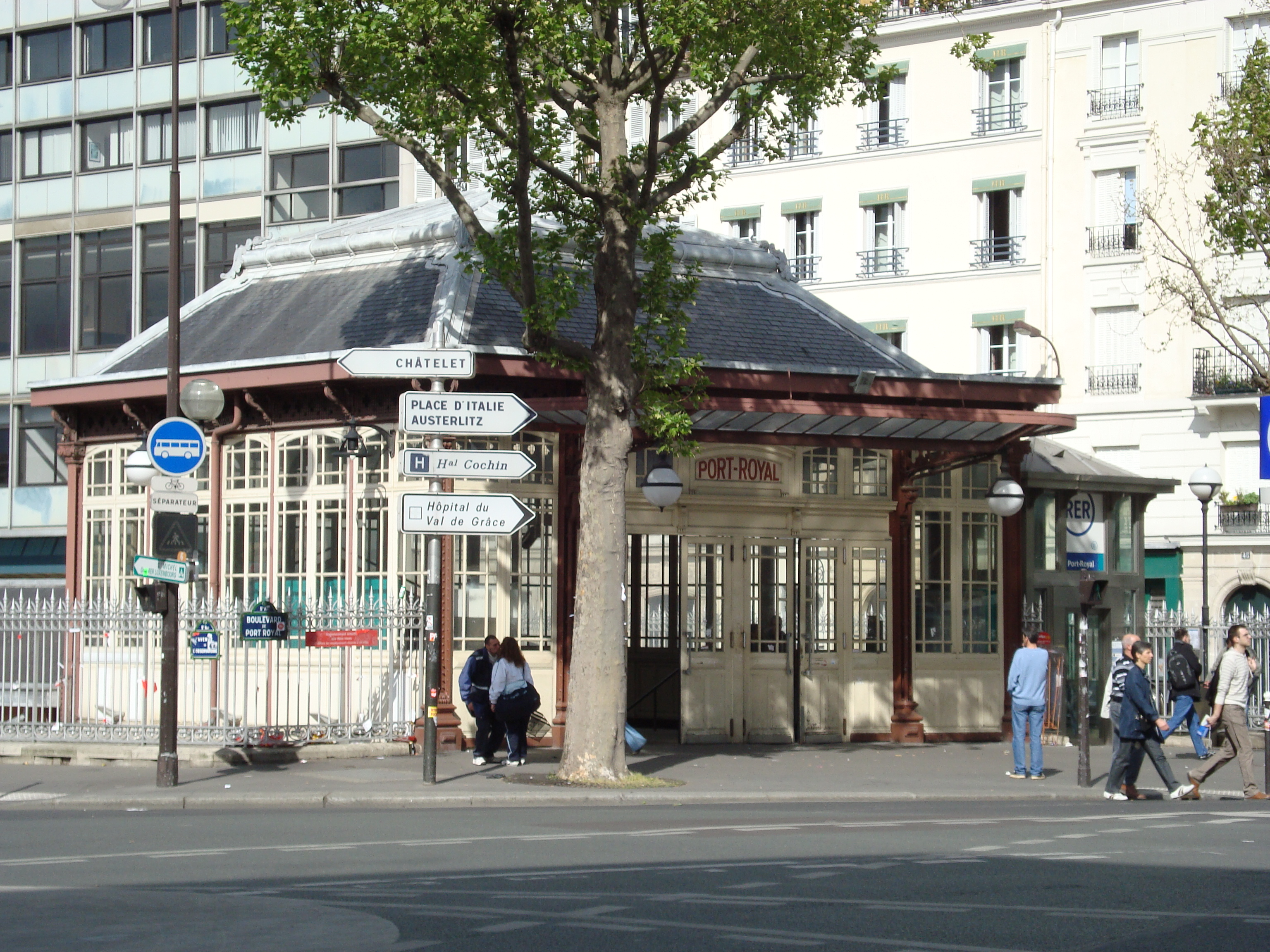
Gare de Port-Royal à Paris

### Véhicules

Sélection de véhicules vus dans l'album
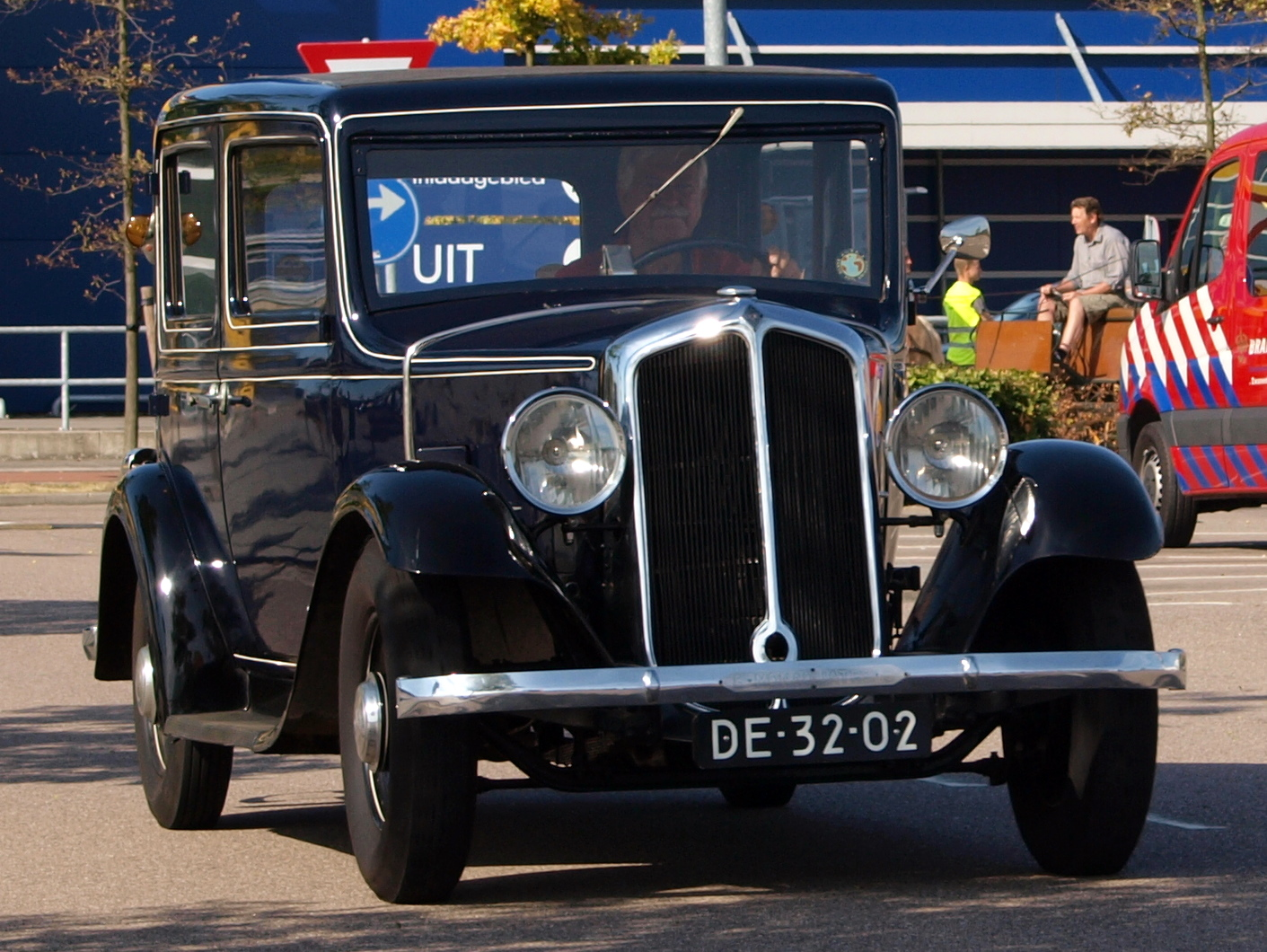
Renault MonaQuatre (taxi de mortimer planches 1 & 2)
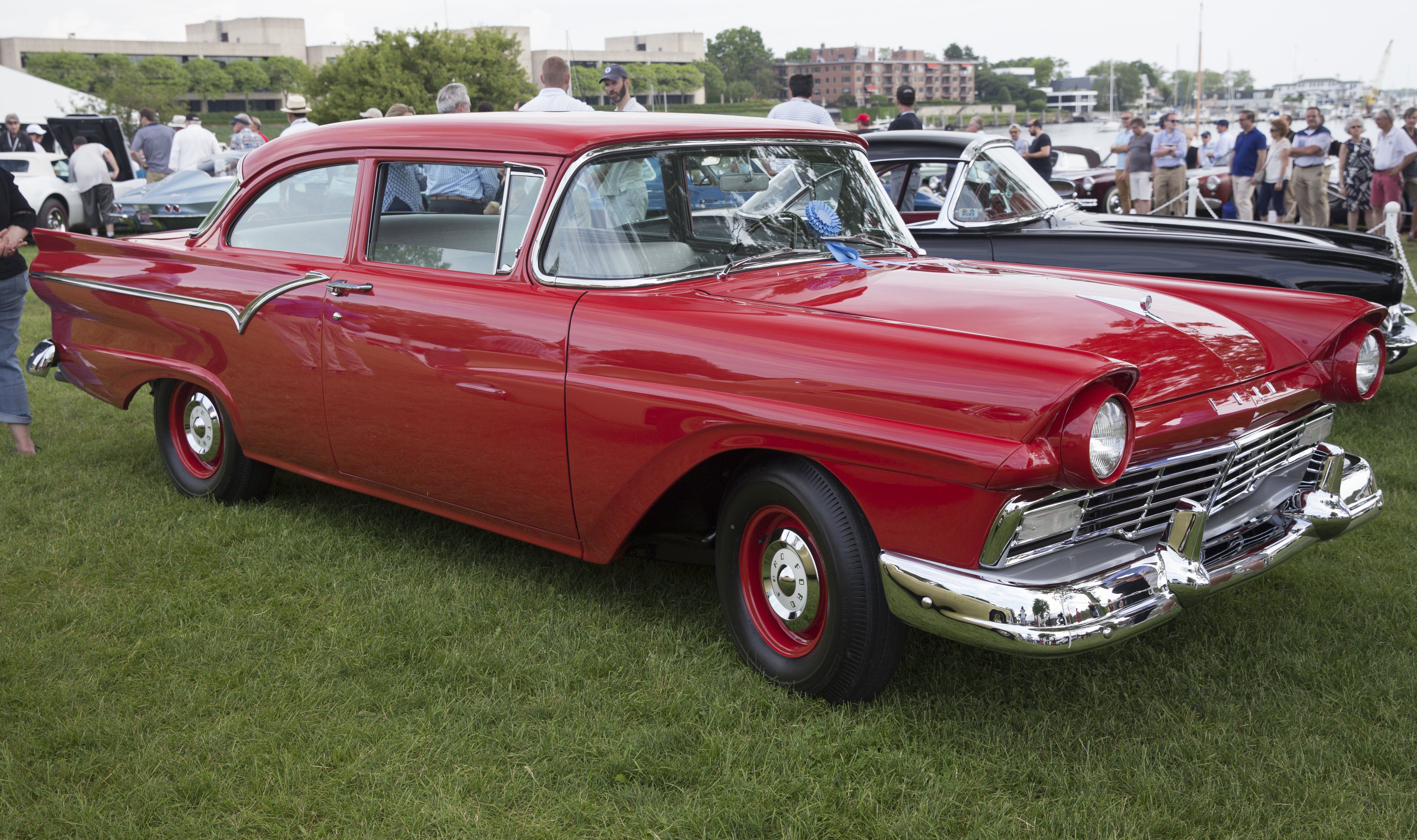
Ford Custom Tudor 1957 (voiture de Sharkey)
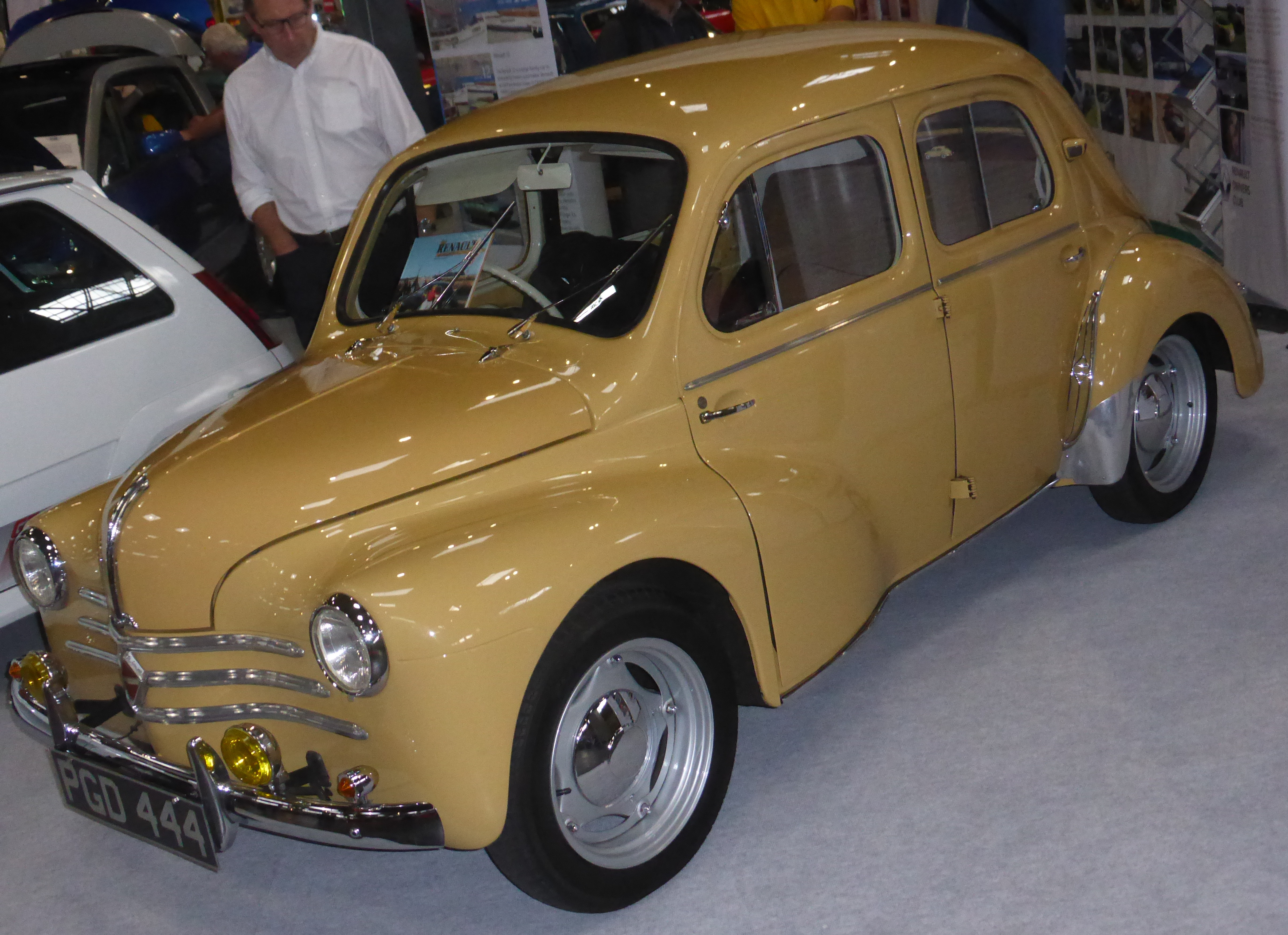
Renault 4CV (accidentée planche 1)
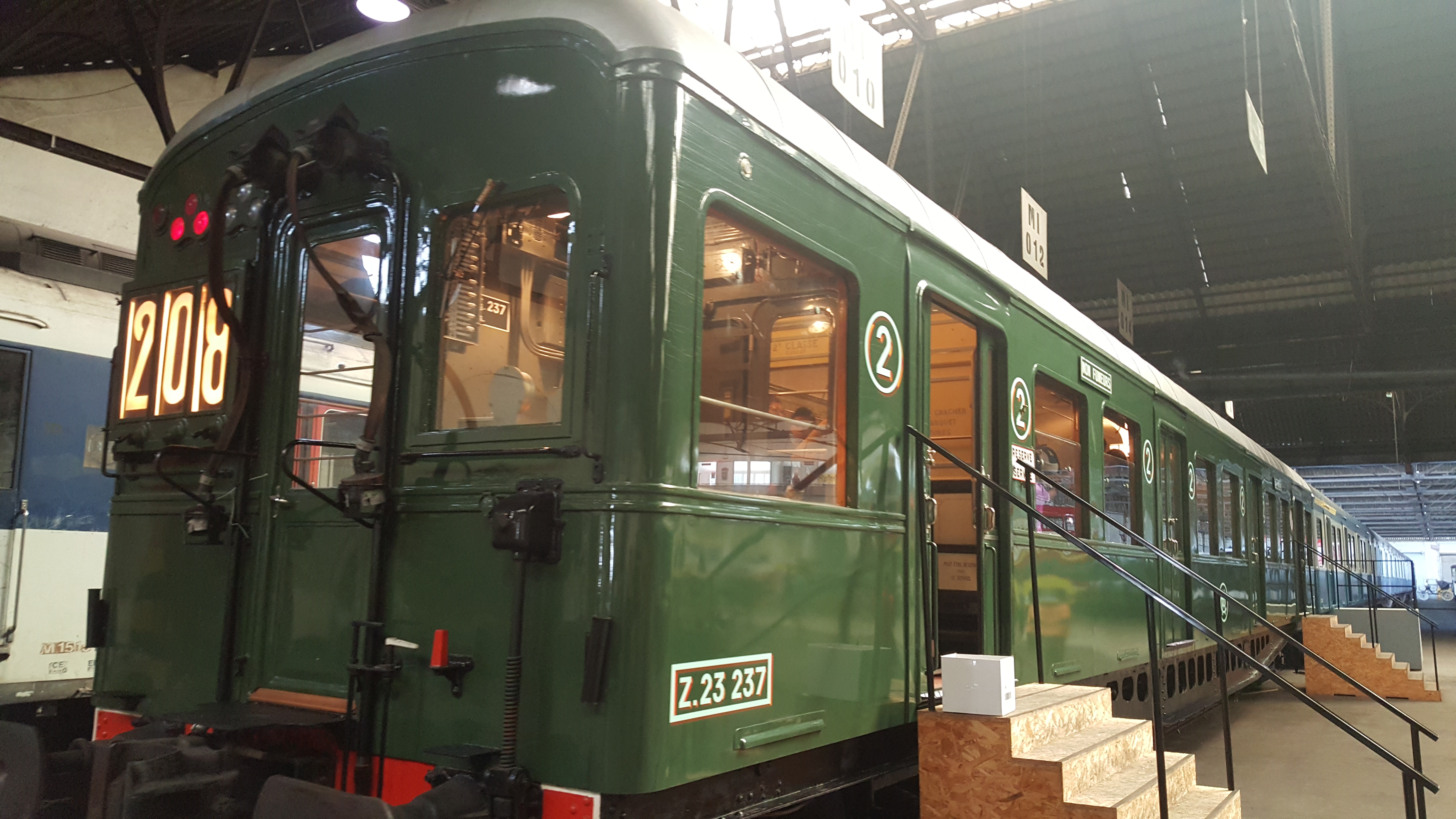
Automotrice Z 23000 de la ligne de Sceaux
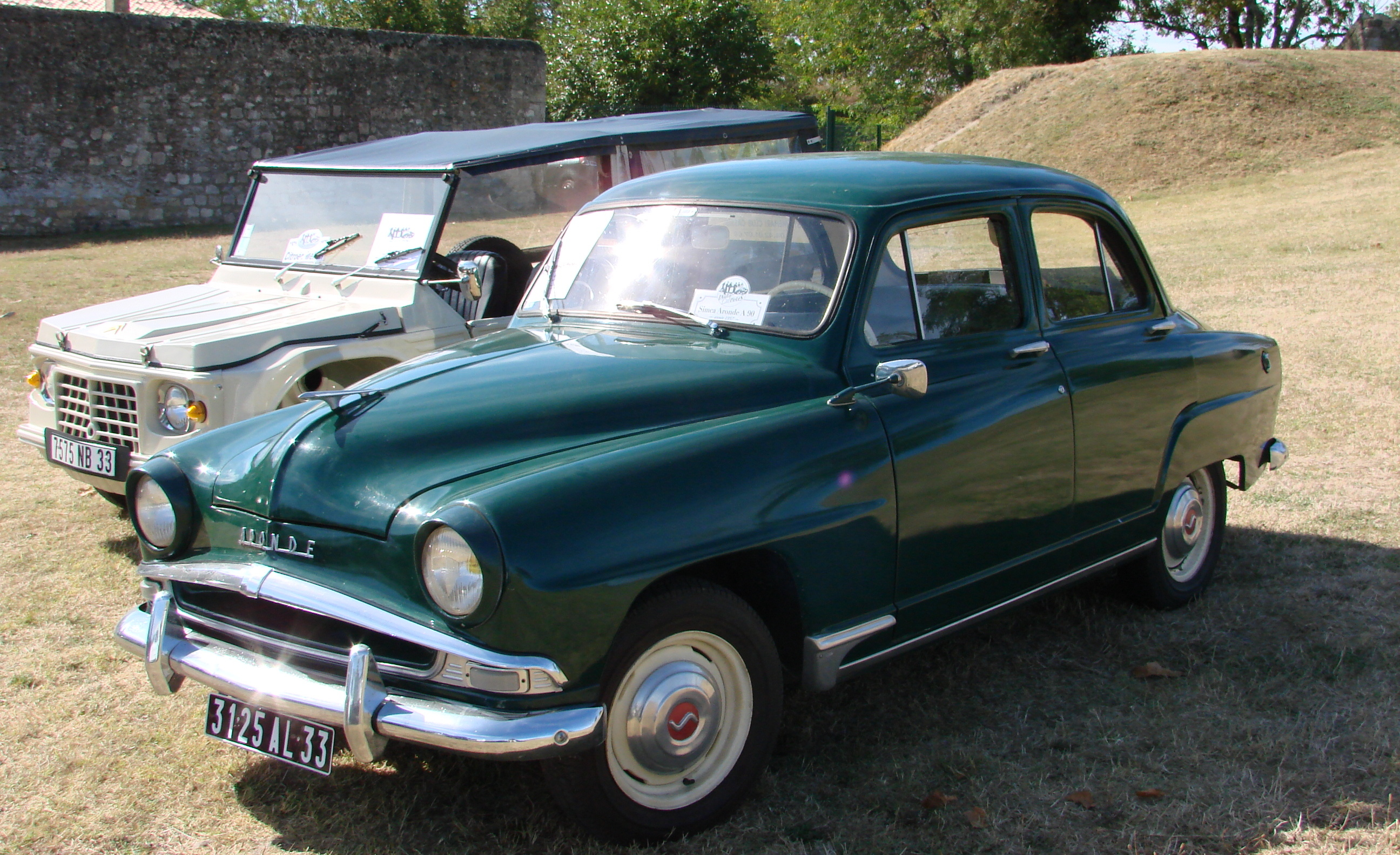
Simca Aronde (taxi de Mortimer planches 3 à 7)
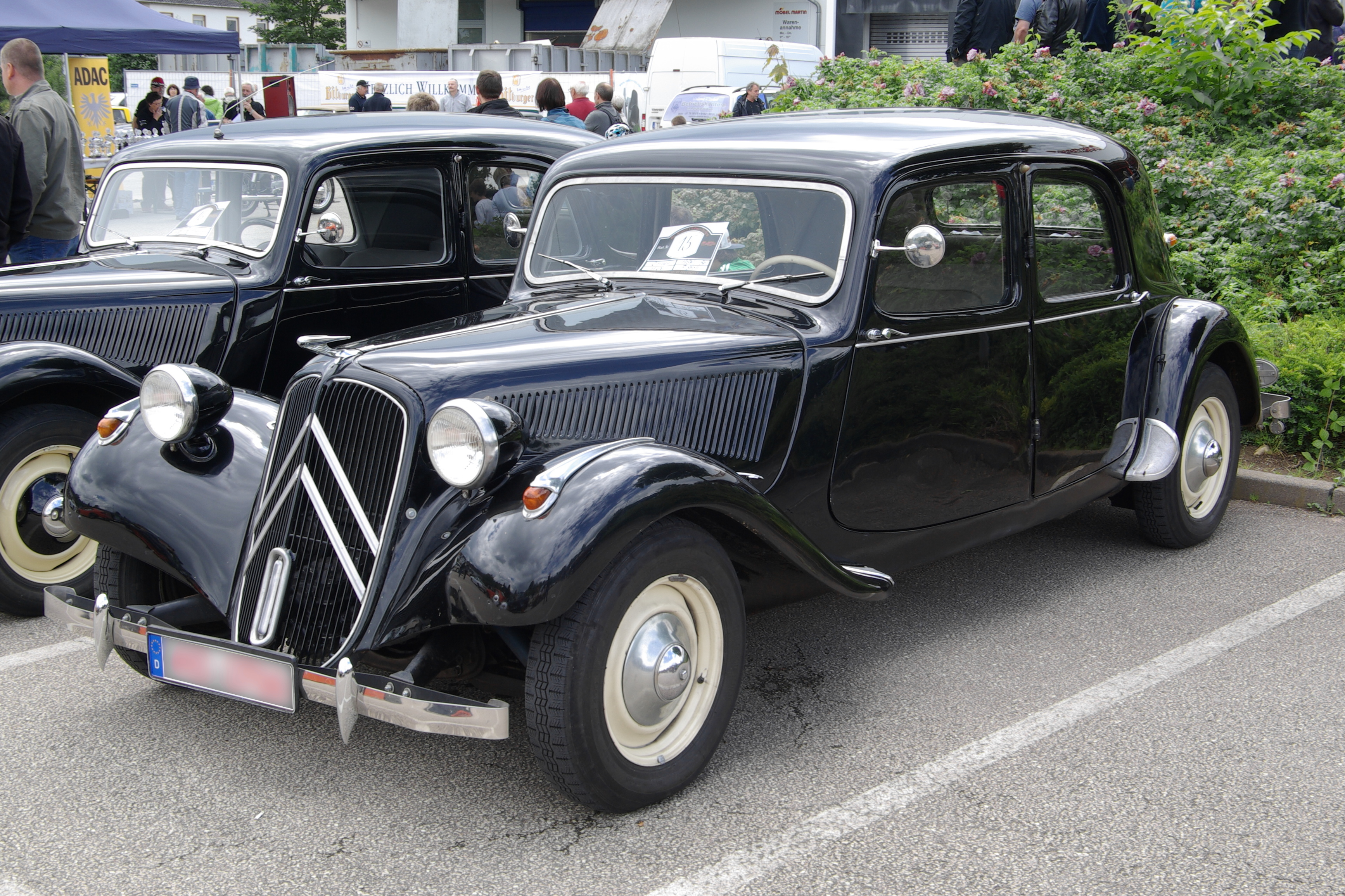
Citroen Traction Avant (du Pr Labrousse)
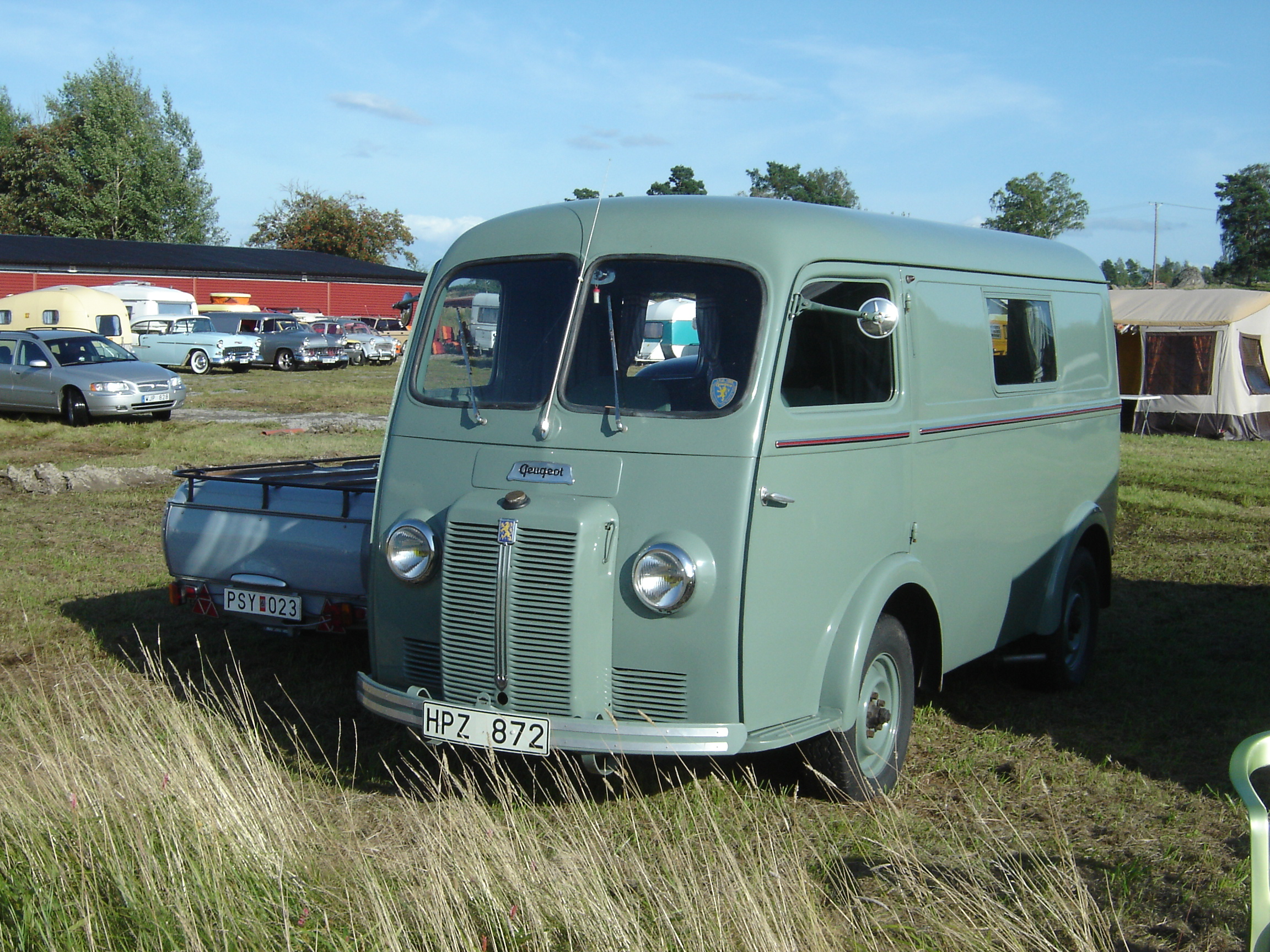
Peugeot D4 (de M. Louis)
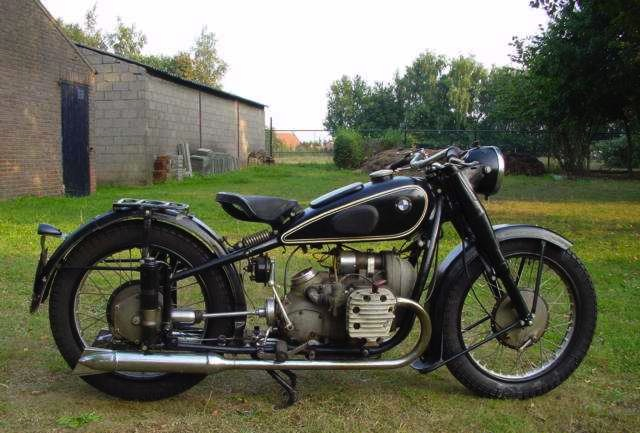
BMW R71 (de la Gendarmerie nationale française)
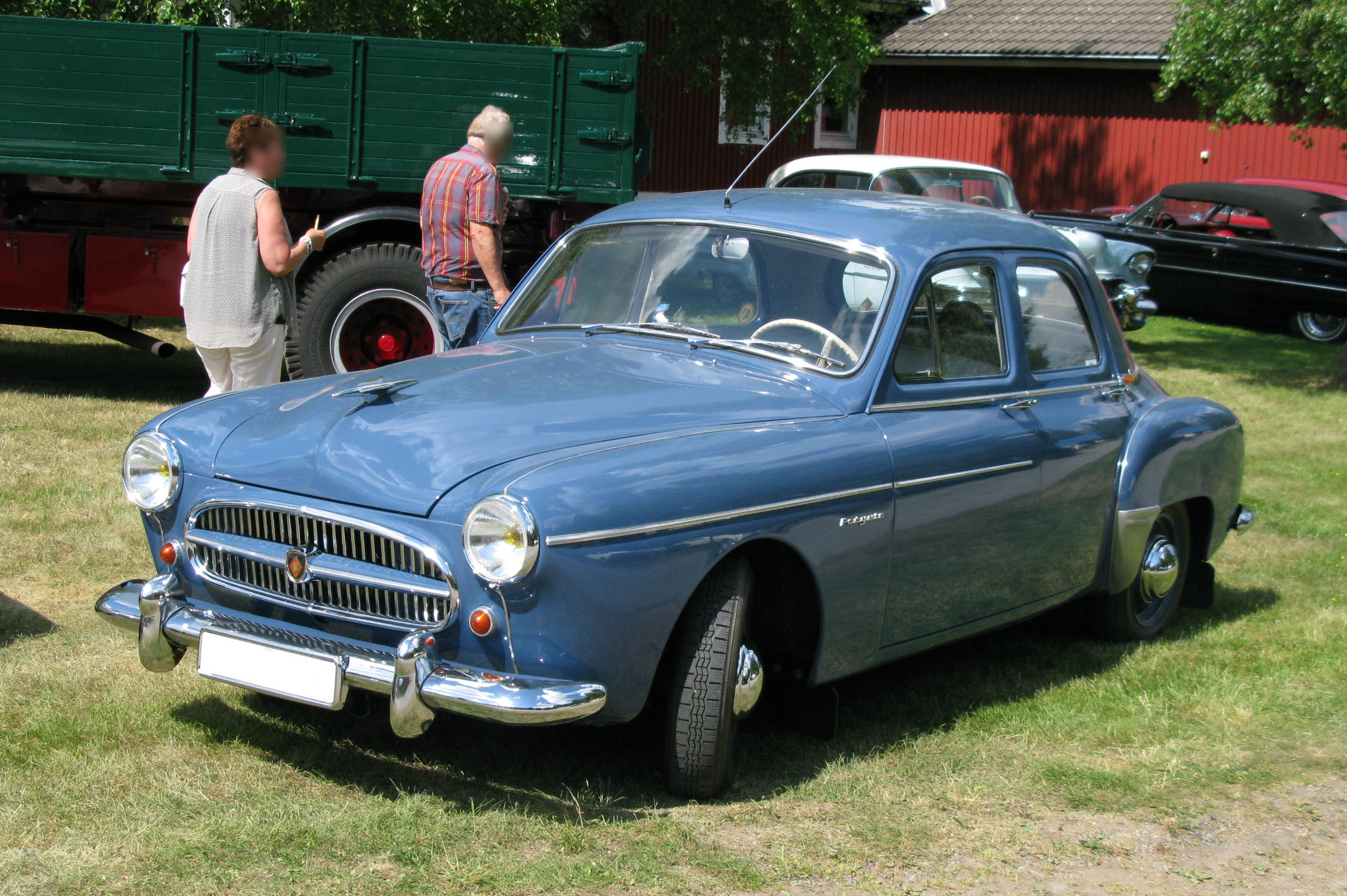
Renault Frégate (du commissaire Pradier)
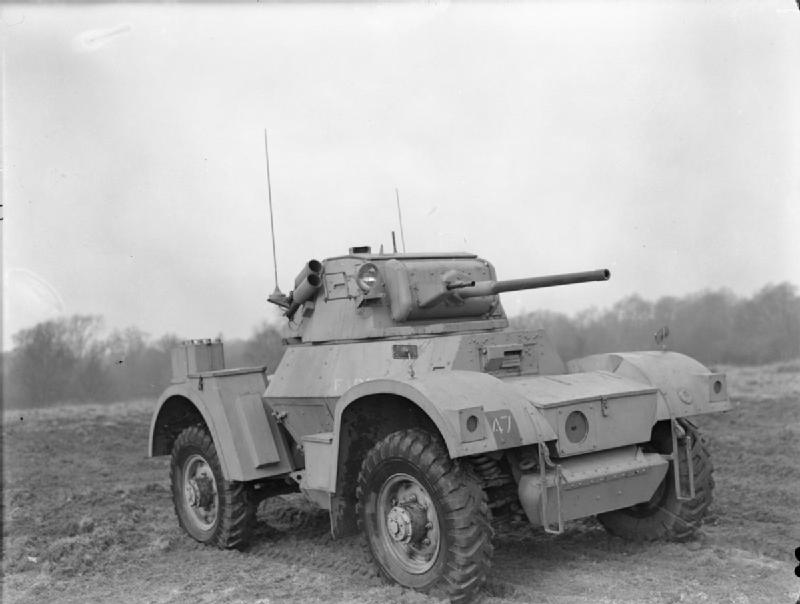
Automitrailleuse Daimler (du commissaire Pradier)
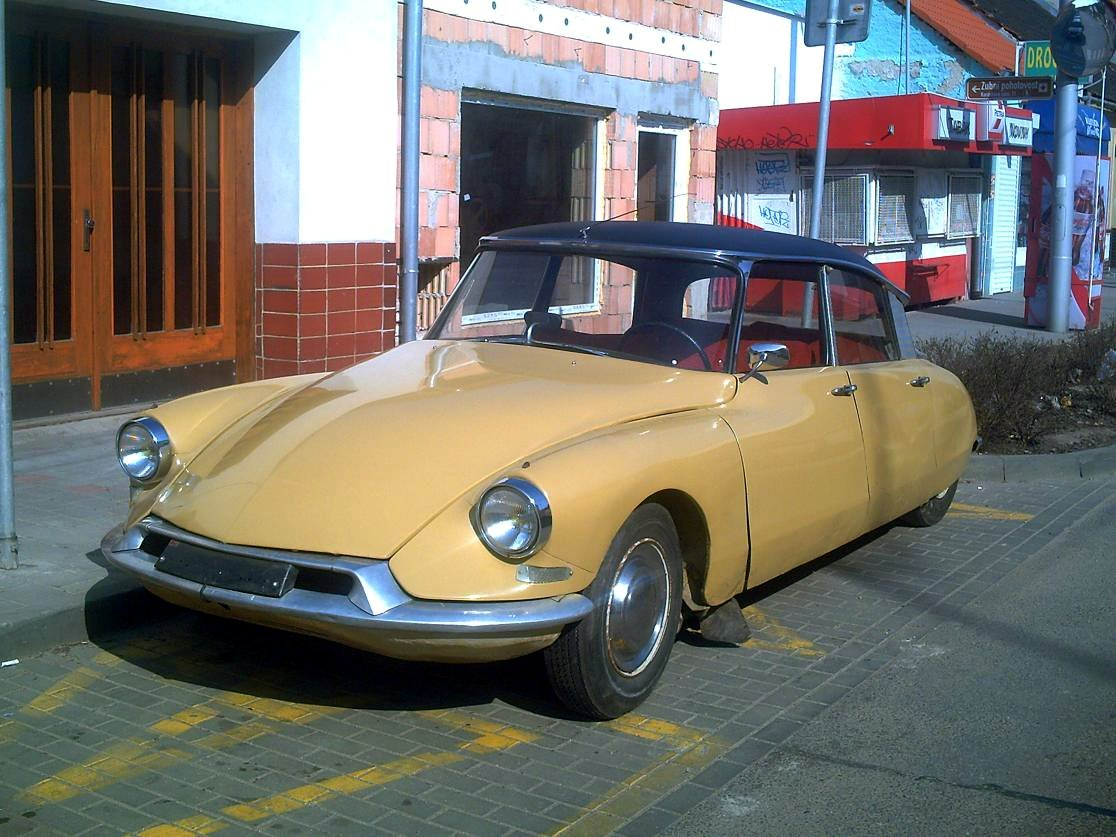
Citroen DS 19 (d'Olrik)
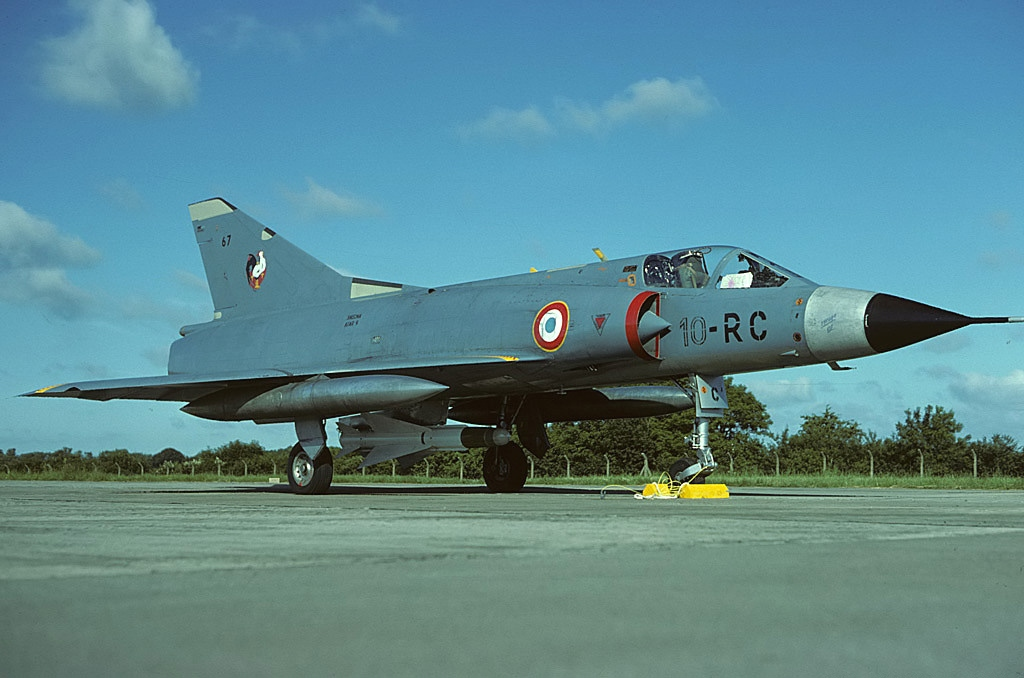
Dassault Mirage IIIC

## Analyse

### Inspirations
Rédigé durant la guerre froide, le scénario de SOS Météores fait clairement allusion à la situation internationale de l'époque. Bien que la nature exacte de l'organisation à laquelle appartient Olrik ne soit jamais révélée, de nombreux détails indiquent que la conjuration est pilotée par l'Union soviétique (URSS). Le physique du général responsable de la base est inspiré de celui de l'homme politique soviétique Anastase Mikoïan. Le professeur Miloch a les traits du dramaturge américain Arthur Miller qui faisait figure, dans les années 1950, de symbole de l'intellectuel sympathisant du communisme.
Jacobs utilise dans son scénario une technique de stéganographie utilisée par les espions : le micropoint (de Zapp).
Dans l'album les professeurs Labrousse et Mortimer apprennent qu'une foudre en boule aurait été vue à Villeneuve-Minervois dans l'Aude. Il s'agit du village où Edgar P. Jacobs a passé quelques mois avec son unité pendant l'exode de 1940 en France de mai à août 1940.
Concernant la foudre en boule, elle sert d'accumulateur au professeur Miloch Georgevitch, réalisant ainsi les hypothèses du physicien français Gaston Planté (ce dernier est d'ailleurs cité par ce même professeur). Il est possible qu'il se soit inspiré d'une aventure de Tintin où ce phénomène apparaît, Les Sept Boules de cristal, auquel l'auteur a collaboré.
Par pure coïncidence, le directeur de la Météorologie nationale est Jean Labrousse de 1982 à 1986, presque 30 ans après la parution de l'album, homonyme du professeur Labrousse apparaissant dans l'histoire.

### Ambiance
En plus de jouer un rôle central dans l'intrigue, la météo détraquée participe fortement aux ambiances des différentes séquences de l'histoire et à l'action, ajoutant à l'aspect espionnage un aspect catastrophe. Cela traduit la peur de la population, bien réelle à l'époque, d'une menace météorologique déclenchée par un des blocs de la guerre froide.
Lors du trajet de Mortimer jusqu'à la maison de Labrousse, le héros constate où qu'il passe la colère et la panique générale de la population face à cette météo incontrôlable, certains invoquant la responsabilité des essais nucléaires liés à la mise au point de la bombe H. Toujours dans ce passage nocturne dans lequel il tombe des hallebardes, la pluie transforme un simple trajet en voiture en un parcours semé d'embûches où le professeur a toutes les peines du monde à rejoindre la maison de son collègue.
Plus tard le temps se mêle à la course-poursuite entre Blake et les bandits. Elle commence à Jouy-en-Josas, où la neige sur la route menace à tout instant le capitaine et ses poursuivants d'un accident. Elle s'achève sur les toits de Paris, après un court temps mort, où il tombe de nouveau une pluie torrentielle. Cela rend la course-poursuite (dans laquelle les rôles entre poursuivants et poursuivis sont inversés) plus dangereuse, à cause des tuiles en ardoises glissantes. De plus, la grisaille et la pluie ajoutent un effet esthétique à l'architecture parisienne. Enfin, un formidable orage et une monstrueuse chute de grêlons sauvent de manière improbable les bandits de la police, leur permettant de rejoindre leur repaire.

## Publications

### En français
SOS Météores est publié dans l'hebdomadaire belge Le Journal de Tintin du 8 janvier 1958 (no 2/58) au 22 avril 1959 (no 16/59),.
En septembre 1959, les éditions du Lombard publient l'histoire en album dans la Collection du Lombard avec le sous-titre Mortimer à Paris. Par la suite, l'album est réédité et réimprimé près d'une dizaine de fois entre 1959 à 1986 aux Éditions du Lombard en Belgique et aux éditions Dargaud en France.
En septembre 1989, les éditions Blake et Mortimer rééditent l'histoire avec des couleurs et un lettrage nouveaux. Depuis, l'album a été réédité et réimprimé plus d'une dizaine de fois. En octobre 2014, l'éditeur publie SOS Météores tel que publié dans Le Journal de Tintin dans un tirage limité à 5 000 exemplaires. L'album est accompagné d'un cahier de 16 pages comprenant des croquis de recherches issus des archives Jacobs.

### Traductions
L'aventure a été traduite dans plusieurs langues.
- Allemand : SOS Meteore, publié aux éditions Carlsen Comics[10] ;
- Anglais : SOS Meteors, publié aux éditions Cinebook[11] ;
- Danois : SOS Meteorer, publié aux éditions Carlsen Comics[12] ;
- Espagnol : SOS Meteoros, publié aux éditions Norma Editorial[13] ;
- Finnois : SOS Meteoreita, publié aux éditions Semic[14] ;
- Italien : S.O.S Meteore, publié aux éditions Alessandro Editore[15] ;
- Néerlandais : SOS Meteoren, publié aux éditions Blake et Mortimer[16] ;
- Portugais : SOS Meteoros.

## Accueil et postérité

### Critique
Sur SensCritique, SOS Météores est notée 7,2/10 sur une base d'environ 1 400 votes d'internautes. Sur Babelio, l'album obtient une note moyenne de 3,92/5 basée sur 238 notes.
Classiques de la BD, les œuvres d'Edgar P. Jacobs sont répertoriées et notées sur de nombreux sites : Babelio, SensCritique, Livraddict, Anobii, LibraryThing, Booknode, MyBoox, etc.

### Pastiche
La bande dessinée SOS Météo, qui paraît fin 2014, est le troisième album de la série de bande dessinée française Les Aventures de Philip et Francis, scénarisée par Pierre Veys, dessinée par Nicolas Barral et mise en couleurs par Philippe de la Fuente, dont chaque album est un pastiche officiel humoristique d'un des albums de la série d'Edgar P. Jacobs. SOS Météo pastiche naturellement SOS Météores.

## Adaptations
SOS Météores est adapté en un feuilleton radiophonique de 26 épisodes d'une dizaine de minutes par Nicole Strauss et Jacques Langeais. Diffusé de mars à avril 1962 sur France II, il est repris par la suite en vinyle, en cassette audio et en CD. Maurice Teynac et Jacques Morel donnent leur voix à Blake et Mortimer tandis que Jean Ozenne joue Labrousse, Robert Chandeau le commissaire Pradier et Maurice Nasil le colonel Olrik,.
En 1997, l'aventure est adaptée en dessin animé par Éric Rondeaux comme épisode de la série d'animation Blake et Mortimer. L'épisode est diffusé le 31 mai 1997 avec Michel Papineschi doublant le professeur Mortimer, Robert Guilmard le capitaine Blake et Mario Santini le colonel Olrik.